# Фильмография Стэнли Кубрика
Фильмография Стэнли Кубрика (англ. Stanley Kubrick; 26 июля 1928, США — 7 марта 1999, Великобритания), американского и британского кинорежиссёра, сценариста и кинопродюсера, охватывала многие киножанры и внесла огромный вклад в кинематограф.
Фильмография началась в 1951 году после премьеры документального фильма «День схватки», и уже через год был выпущен второй документальный фильм под названием «Летающий падре». В 1953 году Кубрик снял первый полнометражный фильм «Страх и вожделение». Темы антивоенного движения затем поднимались в его более поздних фильмах.
Следующими работами Кубрика стали фильмы в стиле нуар «Поцелуй убийцы» (1955) и «Убийство» (1956). Кинокритик Роджер Эберт высоко оценил картину «Убийство» и в ретроспективе назвал его «первым зрелым фильмом Кубрика». Следующими проектами Кубрика стали голливудские фильмы «Тропы славы» (1957) и «Спартак» (1960) с Кирком Дугласом в главных ролях. «Спартак» получил премию «Золотой глобус» в категории «Лучший фильм — драма». В 1962 году вышел фильм «Лолита», являющийся экранизацией одноимённого романа Владимира Набокова, который в 1963 году был номинирован на премию «Оскар» в категории «Лучший адаптированный сценарий». Спустя год на свет вышла картина «Доктор Стрейнджлав» с участием Питера Селлерса и Джорджа Скотта, она получила премию BAFTA в категории «Лучший фильм».
В 1968 году состоялась премьера эпопеи «Космическая одиссея 2001 года», мировые сборы составили $ 146 млн при бюджете в $ 10,5 млн. Данная картина в наше время считается самым влиятельным фильмом из когда-либо созданных. Кубрик также получил за неё первую премию «Оскар» за работу в качестве режиссёра по спецэффектам. Через три года в кинопрокат вышла экранизация одноимённого романа Энтони Бёрджесса — «Заводной апельсин». После премьеры стали появляться сообщения о преступлениях, вдохновлённых этим фильмом, в связи с чем Кубрик снял его с проката в Великобритании. Спустя 4 года, Кубрик, отступив от футуризма своих предыдущих фильмов, снял историческую драму «Барри Линдон» (1975), которая также считается вершиной исторического кинематографа. Фильм не показал хороших кассовых результатов и имел смешанные отзывы от критиков, но при этом получил четыре премии «Оскар» на 48-й церемонии вручения в 1976 году.
В 1980 году вышла картина «Сияние», являющаяся киноадаптацией одноимённого романа Стивена Кинга, главные роли в которой исполнили Джек Николсон и Шелли Дюваль. Однако при таком актёрском составе фильм получил неоднозначные отзывы, а Кубрик был номинирован на премию «Золотая малина» в категории «Худшая режиссура». Однако сейчас время фильм считается одним из самых страшных фильмов.
Семь лет спустя Кубрик выпустил фильм о войне во Вьетнаме под названием «Цельнометаллическая оболочка». В начале 1990-х годов Кубрик отказался от съёмок фильма «Арийские документы», рассказывающего о Холокосте. Он не хотел конкурировать с картиной «Список Шиндлера» Стивена Спилберга и после длительной работы над проектом впал в «глубокую депрессию». Его последний фильм, мелодрама «С широко закрытыми глазами» с Томом Крузом и Николь Кидман в главных ролях был выпущен уже после его смерти в 1999 году. Незаконченный проект, который Кубрик называл «Пиноккио» (англ. Pinocchio), был завершён Спилбергом и выпущен под названием «Искусственный разум» (2001).

## Фильмы

### Полнометражные фильмы
| №  | Год  | Название фильма                                               | Режиссёр  | Сценарист | Продюсер  | Комментарии                                                     | Ист.                        |
| -- | ---- | ------------------------------------------------------------- | --------- | --------- | --------- | --------------------------------------------------------------- | --------------------------- |
| 1  | 1953 | «Страх и вожделение» (англ. Fear and Desire)                  | зелёная ✓ | ❌        | зелёная ✓ | Выступал также в качестве кинооператора и монтажёра             | [ 9 ] [ 40 ]                |
| 2  | 1955 | «Поцелуй убийцы» (англ. Killer’s Kiss)                        | зелёная ✓ | Y [ a ]   | зелёная ✓ | Выступал также в качестве кинооператора и монтажёра             | [ 41 ]                      |
| 3  | 1956 | «Убийство» (англ. The Killing)                                | зелёная ✓ | зелёная ✓ | ❌        | —                                                               | [ 12 ]                      |
| 4  | 1957 | «Тропы славы» (англ. Paths of Glory)                          | зелёная ✓ | зелёная ✓ | зелёная ✓ | —                                                               | [ 42 ] [ 43 ]               |
| 5  | 1960 | «Спартак» (англ. Spartacus)                                   | зелёная ✓ | ❌        | ❌        | —                                                               | [ 44 ]                      |
| 6  | 1962 | «Лолита» (англ. Lolita)                                       | зелёная ✓ | Y [ b ]   | ❌        | —                                                               | [ 45 ] [ 46 ]               |
| 7  | 1964 | «Доктор Стрейнджлав» (англ. Dr. Strangelove)                  | зелёная ✓ | зелёная ✓ | зелёная ✓ | —                                                               | [ 47 ]                      |
| 8  | 1968 | «Космическая одиссея 2001 года» (англ. 2001: A Space Odyssey) | зелёная ✓ | зелёная ✓ | зелёная ✓ | Выступал также как режиссёр и дизайнер специальных фотоэффектов | [ 23 ] [ 48 ] [ 49 ] [ 50 ] |
| 9  | 1971 | «Заводной апельсин» (англ. A Clockwork Orange)                | зелёная ✓ | зелёная ✓ | зелёная ✓ | —                                                               | [ 24 ] [ 51 ]               |
| 10 | 1975 | «Барри Линдон» (англ. Barry Lyndon)                           | зелёная ✓ | зелёная ✓ | зелёная ✓ | —                                                               | [ 52 ] [ 53 ]               |
| 11 | 1980 | «Сияние» (англ. The Shining)                                  | зелёная ✓ | зелёная ✓ | зелёная ✓ | —                                                               | [ 54 ]                      |
| 12 | 1987 | «Цельнометаллическая оболочка» (англ. Full Metal Jacket)      | зелёная ✓ | зелёная ✓ | зелёная ✓ | —                                                               | [ 35 ]                      |
| 13 | 1999 | «С широко закрытыми глазами» (англ. Eyes Wide Shut)           | зелёная ✓ | зелёная ✓ | зелёная ✓ | Премьера фильма состоялась уже после смерти Кубрика             | [ 55 ] [ 56 ]               |

1. ↑  Только история.
2. ↑  Без аккредитации.

### Короткометражные документальные фильмы
| № | Год  | Название фильма                                                | Режиссёр  | Сценарист | Продюсер  | Ист.          |
| - | ---- | -------------------------------------------------------------- | --------- | --------- | --------- | ------------- |
| 1 | 1951 | «День схватки» (англ. Day of the Fight)                        | зелёная ✓ | зелёная ✓ | зелёная ✓ | [ 6 ] [ 57 ]  |
| 2 | 1951 | «Летающий падре» (англ. Flying Padre)                          | зелёная ✓ | зелёная ✓ | ❌        | [ 7 ] [ 58 ]  |
| 3 | 1952 | «Всемирная ассамблея молодёжи» (англ. World Assembly of Youth) | зелёная ✓ | ❌        | ❌        | [ 59 ] [ 60 ] |
| 4 | 1953 | «Морские наездники» (англ. The Seafarers)                      | зелёная ✓ | ❌        | зелёная ✓ | [ 61 ]        |

### Другие
| № | Год  | Название                                                 | Должность                               | Ист.   |
| - | ---- | -------------------------------------------------------- | --------------------------------------- | ------ |
| 1 | 1977 | «Шпион, который меня любил» (англ. The Spy Who Loved Me) | Дизайнер освещения (в титрах не указан) | [ 62 ] |

## Библиографические ссылки
- Carolyn G. 4. The Production: A Calendar // Filmguide to 2001: A Space Odyssey (англ.). — Indiana University Press, 1973. — ISBN 978-0-253-39305-0.
- Baxter J. Stanley Kubrick: A Biography (англ.). — HarperCollins, 1997. — ISBN 9780006384458.
- Duncan P. Stanley Kubrick: The Complete Films (англ.). — Taschen GmbH, 2003. — ISBN 9783836527750.
- Hughes D. The Complete Kubrick (англ.). — Virgin Publishing, 2000. — ISBN 0753504529.
- Kagan N. The Cinema of Stanley Kubrick (англ.). — Continuum International Publishing Group, 2000. — ISBN 0826412432.
- Naremore J. On Kubrick (англ.). — British Film Institute, 2007. — ISBN 9781844571420.
- Sperb J. The Kubrick Facade: Faces and Voices in the Films of Stanley Kubrick (англ.). — The Scarecrow Press, Inc., 2006. — ISBN 081085855X.